# (463910) 2014 UN126
(463910) 2014 UN126 es un asteroide perteneciente al cinturón de asteroides, descubierto el 6 de marzo de 2008 por el equipo Spacewatch desde el Observatorio Nacional de Kitt Peak (Arizona, Estados Unidos).